# Vianney (Québec)
Pour les articles homonymes, voir Vianney (homonymie).
Vianney ou, localement, Saint-Jean-Vianney, Saint-Jean-Baptiste-Vianney et Saint-Jean-Baptiste, est un village compris dans le territoire de la municipalité de Saint-Ferdinand dans L'Érable, au Québec. Son territoire est constitué en municipalité en 1912, puis annexé à Saint-Ferdinand en 2000.

## Toponymie
Le nom Vianney rappelle la mémoire de Jean-Marie-Baptiste Vianney, curé d'Ars. Le nom est emprunté par le bureau de poste ouvert de 1925 à 1969. Les habitants, les Vianneyens, utilisent plutôt les noms Saint-Jean-Vianney, Saint-Jean-Baptiste-Vianney et Saint-Jean-Baptiste afin d'identifier leur communauté.

## Histoire
La municipalité de la partie sud-ouest du canton d'Halifax-Sud est érigée en le 12 novembre 1912, par détachement de la municipalité de la partie sud du canton d'Halifax. La paroisse catholique de Saint-Jean-Baptiste-Vianney est érigée canoniquement en 1925, année de la canonisation du curé d'Ars, par détachement des paroisses de Saint-Ferdinand et Saint-Julien. La paroisse dessert alors 70 familles. Une église et un presbytère sont construits en 1926-1927,.
En 1981, la municipalité adopte le nom de Vianney,. Elle acquiert l'ancien presbytère en 1993 afin d'y loger son bureau municipal.
La municipalité est annexée en 2000 à Saint-Ferdinand.